# Eduardo Trillini
Eduardo Walter Trillini (San Miguel, 20 juni 1958) is een Argentijnse voormalig wielrenner. In 1984 nam hij deel aan de ploegenachtervolging op de Olympische Zomerspelen. In 1979 veroverde hij, samen met Pedro Caino, Carlos Miguel Ãlvarez en Juan Carlos Haedo de bronzen medaille op dezelfde discipline tijdens de Pan-Amerikaanse Spelen in Puerto Rico.

## Overwinningen
1980
 Pan-Amerikaans kampioen op de weg
1982
Eindklassement Ronde van San Juan
1983
 Argentijns kampioen op de weg, Elite
Eindklassement Ronde van Uruguay
1984
Zesdaagse van Buenos Aires (met Roman Hermann)
1989
Eindklassement Rutas de América